# Rafael Portillo
Rafael Portillo (Città del Messico, 11 novembre 1916 – Città del Messico, 30 novembre 1995) è stato un regista cinematografico, sceneggiatore e montatore messicano.

## Filmografia (parziale)

### Regista
- El fantasma se inamora (1953)
- A Life in the Balance, co-regia di Harry Horner (1955)
- Il risveglio della mummia (La momia azteca) (1957)
- La maldición de la momia azteca (1957)
- Il terrore viene d'oltretomba (La momia azteca contra el robot humano) (1958)
- Musica y dinero (1958)
- Noches de cabaret (1978)
- Las carinosas (1979)
- Munecas de medianoche (1979)

### Montatore
- The Bewitched House (1944)
- La hora de la verdad (1945)
- ¡¿Qué te ha dado esa mujer?!, regia di Ismael Rodríguez (1951)
- A.T.M.: ¡¡A toda máquina!! (1951)
- ¡¡¡Mátenme porque me muero!!!  (1951)
- Muchachas de Uniforme, regia di Alfredo B. Crevenna (1951)
- Salita al cielo (Subida al cielo), regia di Luis Buñuel (1952)